# BDKRB1
BDKRB1 (англ. Bradykinin receptor B1) — білок, який кодується однойменним геном, розташованим у людей на короткому плечі 14-ї хромосоми. Довжина поліпептидного ланцюга білка становить 353 амінокислот, а молекулярна маса — 40 495.
| 10         |  | 20         |  | 30         |  | 40         |  | 50         |
| ---------- |  | ---------- |  | ---------- |  | ---------- |  | ---------- |
| MASSWPPLEL |  | QSSNQSQLFP |  | QNATACDNAP |  | EAWDLLHRVL |  | PTFIISICFF |
| GLLGNLFVLL |  | VFLLPRRQLN |  | VAEIYLANLA |  | ASDLVFVLGL |  | PFWAENIWNQ |
| FNWPFGALLC |  | RVINGVIKAN |  | LFISIFLVVA |  | ISQDRYRVLV |  | HPMASRRQQR |
| RRQARVTCVL |  | IWVVGGLLSI |  | PTFLLRSIQA |  | VPDLNITACI |  | LLLPHEAWHF |
| ARIVELNILG |  | FLLPLAAIVF |  | FNYHILASLR |  | TREEVSRTRC |  | GGRKDSKTTA |
| LILTLVVAFL |  | VCWAPYHFFA |  | FLEFLFQVQA |  | VRGCFWEDFI |  | DLGLQLANFF |
| AFTNSSLNPV |  | IYVFVGRLFR |  | TKVWELYKQC |  | TPKSLAPISS |  | SHRKEIFQLF |
| WRN        |  |            |  |            |  |            |  |            |

A: Аланін

C: Цистеїн

D: Аспарагінова кислота

E: Глутамінова кислота

F: Фенілаланін

G: Гліцин

H: Гістидин

I: Ізолейцин

K: Лізин

L: Лейцин

M: Метіонін

N: Аспарагін

P: Пролін

Q: Глутамін

R: Аргінін

S: Серин

T: Треонін

V: Валін

W: Триптофан

Кодований геном білок за функціями належить до рецепторів, g-білокспряжених рецепторів, білків внутрішньоклітинного сигналінгу. 
Локалізований у клітинній мембрані, мембрані.